# Clayman
Clayman är ett musikalbum från 2000 av det svenska melodiska death metal-bandet In Flames. 

## Omslag
Albumdesignen bygger på Leonardo da Vincis teckning Den vitruvianske mannen.

## Låtlista
1. Bullet Ride - 4:42
2. Pinball Map - 4:07
3. Only For the Weak - 4:54
4. As the Future Repeats Today - 3:27
5. Square Nothing - 3:57
6. Clayman - 3:28
7. Satellites and Astronauts - 5:00
8. Brush the Dust Away - 3:16
9. Swim - 3:13
10. Suburban Me - 3:35
11. Another Day In Quicksand - 3:55

### Bonusspår
Strong and Smart är ett bonusspår på den japanska nyutgåvan från 2003. Det är en cover på det svenska skatepunkbandet No Fun at All. På 2005 års nyutgåva ingår även Treat-covern World of promises som bonusspår. 

## Banduppsättning
- Anders Fridén - sång
- Daniel Svensson - trummor
- Peter Iwers - bas
- Jesper Strömblad - gitarr
- Björn Gelotte - gitarr

### Gästmusiker
- Christopher Amott - gitarrsolo på Suburban Me
- Fredrik Nordström - synthesizer
- Charlie Storm - synthesizer